# Agua Pescado
Agua Pescado är en ort i Mexiko.   Den ligger i kommunen San José Tenango och delstaten Oaxaca, i den sydöstra delen av landet, 290 km sydost om huvudstaden Mexico City. Agua Pescado ligger 799 meter över havet och antalet invånare är 336.
Terrängen runt Agua Pescado är kuperad åt nordost, men åt sydväst är den bergig. Agua Pescado ligger nere i en dal. Runt Agua Pescado är det ganska tätbefolkat, med 86 invånare per kvadratkilometer. Närmaste större samhälle är Huautla de Jiménez, 14,1 km väster om Agua Pescado. I omgivningarna runt Agua Pescado växer i huvudsak städsegrön lövskog.